# زبابة رقيقة
زبابة رقيقة (الاسم العلمي: Sorex tenellus) (بالإنجليزية: Inyo Shrew)‏ هي نوع من الحيوانات يتبع جنس الزبابة من الفصيلة الزبابات.